# Шапман, Хайди
Ха́йди Ша́пман (нем. Heidi Schapman) — немецкая кёрлингистка.
В составе женской сборной ФРГ участвовала в чемпионате мира 1979 (заняли восьмое место).
Играла на позиции второго.

## Команды
| Сезон   | Четвёртый   | Третий      | Второй       | Первый        | Турниры           |
| ------- | ----------- | ----------- | ------------ | ------------- | ----------------- |
| 1978—79 | Сюзи Кизель | Гизела Лунц | Хайди Шапман | Труди Бенцинг | ЧМ 1979 (8 место) |

(скипы выделены полужирным шрифтом)